# Whatever Gets You Through the Day
Whatever Gets You Through the Day es el tercer y último álbum de estudio del dúo británico Lighthouse Family, publicado por el sello discográfico Wildcard/Polydor el 19 de noviembre de 2001. El álbum situó un tema en el Top 10 (I Wish I Knew How It Would Feel to Be) Free / One, otro en el Top 30 (Run) y otro en el Top 60 (Happy), y ha sido disco de platino.

## Canciones
|     | Título                                               | Puesto en listas                                 | Duración |
| --- | ---------------------------------------------------- | ------------------------------------------------ | -------- |
| 1.  | "Run"                                                | En febrero de 2002 alcanzó el puesto número 30.  | 4:01     |
| 2.  | "Happy"                                              | En julio de 2002 alcanzó el puesto número 51.    | 4:35     |
| 3.  | "(I Wish I Knew How It Would Feel to Be) Free / One" | En noviembre de 2001 alcanzó el puesto número 6. | 5:16     |
| 4.  | "End of the Sky"                                     |                                                  | 5:57     |
| 5.  | "Life's a Dream"                                     |                                                  | 4:56     |
| 6.  | "It's a Beautiful Day"                               |                                                  | 4:51     |
| 7.  | "You're a Star"                                      |                                                  | 4:35     |
| 8.  | "You Always Want What You Haven't Got"               |                                                  | 3:52     |
| 9.  | "Wish"                                               |                                                  | 5:09     |
| 10. | "Whatever Gets You Through the Day"                  |                                                  | 4:40     |

### Edición especial (tema adicional)
1. "Wish" (downtempo version)

## Listas internacionales
| País        | Fecha             | Posición | Ventas       |                  |
| ----------- | ----------------- | -------- | ------------ | ---------------- |
| Reino Unido | noviembre de 2001 | 7        | 0.3 millones | Disco de platino |
| Austria     | diciembre de 2001 | 21       | --           | --               |
| Suiza       | diciembre de 2001 | 29       | --           | --               |
| Holanda     | enero de 2002     | 88       | --           | --               |